# Филиппины на зимних Олимпийских играх 1972
Филиппины принимали участие в Зимних Олимпийских играх 1972 года в Саппоро (Япония) в первый раз за свою историю, но не завоевали ни одной медали.